# Terneskjera
Terneskjera est une île norvégienne du comté de Vestland appartenant administrativement à Fedje.

## Description
Rocheuse et désertique, à fleur d'eau, elle s'étend sur environ 126 m de longueur pour une largeur approximative de 64 m. 